# Kuczów
Kuczów is een plaats in het Poolse district  Starachowicki, woiwodschap Święty Krzyż. De plaats maakt deel uit van de gemeente Brody en telt 993 inwoners.